# Artur London
Artur London (* 1. Februar 1915 in Mährisch-Ostrau, Österreich-Ungarn; † 7. November 1986 in Paris) war ein tschechoslowakischer kommunistischer Politiker.

## Leben

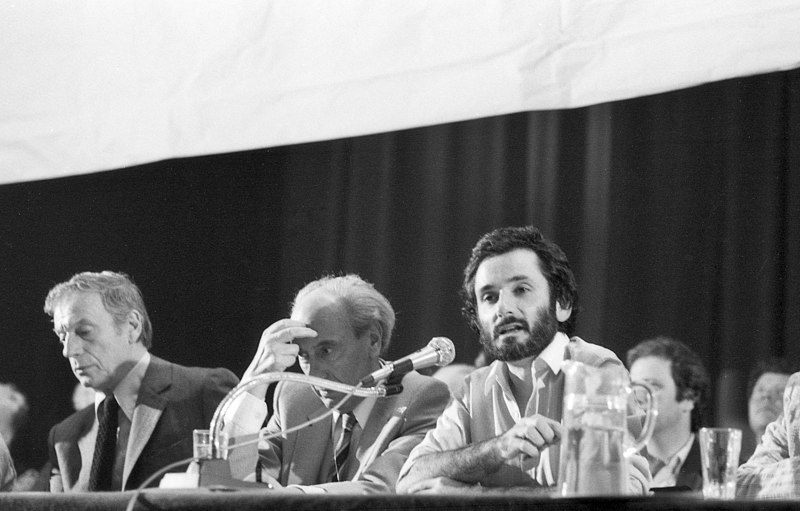
Yves Montand, Artur London, Michel Broué bei einer Solidaritätsveranstaltung für die Unterzeichner der Charta 77

Artur London entstammte einer deutsch-jüdischen Kleinbürgerfamilie in Mähren. Er war ab den 1930er Jahren in der kommunistischen Jugendbewegung aktiv und kämpfte von 1937 bis 1939 für die Internationalen Brigaden im spanischen Bürgerkrieg. Ab 1939 lebte er in Frankreich, wo er sich nach der deutschen Besetzung Frankreichs im Zweiten Weltkrieg zusammen mit seiner französischen Frau Lise London (geb. Ricol) vor der Gestapo und der SS verstecken musste. Sie schlossen sich der Résistance an und beteiligten sich am Widerstand gegen den Nationalsozialismus. Anfang 1943 wurden sie verhaftet und waren von 1943 bis 1945 im Konzentrationslager Mauthausen inhaftiert.
Nach dem Krieg lebte er zunächst in der Schweiz, 1948 zog er mit seiner Familie in die Tschechoslowakei, wo er ein Jahr später stellvertretender Außenminister wurde. Im Zuge der „Säuberung“ der KSČ, die vor allem die Juden unter den leitenden Mitgliedern betraf, wurde er 1951 verhaftet, gefoltert und wegen Hochverrat vor Gericht gestellt, wo er sich selbst der Spionage bezichtigen musste. Im Slánský-Prozess, der 1952 vor dem neu errichteten Staatsgericht verhandelt wurde, entging er der Todesstrafe und wurde zu lebenslanger Haft verurteilt. 1956 wurde er freigelassen.
Im Jahr 1963 wurde London in der Tschechoslowakei rehabilitiert, im selben Jahr wanderte er mit seiner Familie nach Frankreich aus. 1968 veröffentlichte er das Buch L’aveu, das von seinen Erfahrungen in der stalinistischen Zeit berichtete. Es war ein großer Erfolg, wurde in verschiedene Sprachen übersetzt und 1970 in Frankreich verfilmt (Das Geständnis, Regie: Constantin Costa-Gavras, mit Yves Montand und Simone Signoret).

## Schriften
- L’aveu. Dans l’engrenage du procès de Prague. Version française d’Artur et Lise London. Gallimard, Paris 1968.
  - Ich gestehe. Der Prozess um Rudolf Slansky. Übersetzung Willy Thaler. Hoffmann und Campe, Hamburg 1970, ISBN 3-455-04500-6. Weitere Ausgabe: Aufbau Verlag, Berlin 1991, ISBN 978-3-7466-0043-7.